# سميح كايا
سميح كيا (بالتركية: Semih Kaya)‏ وهو لاعب كرة قدم تركي في مركز قلب الدفاع ولد في يوم 24 فبراير 1991 في مدينة برغاما في تركيا، يلعب حالياً مع نادي غلطة سراي وسبق له اللعب مع نادي غازي عنتاب سبور وقرطال سبور، كما لعب مع منتخب تركيا لكرة القدم ويبلغ طوله 182 سم.

## روابط خارجية
- سميح كايا على موقع الاتحاد الدولي (مؤرشف)  (الإنجليزية)
- سميح كايا على موقع الاتحاد الأوربي (الإنجليزية)
- سميح كايا على موقع اتحاد تركيا (لاعب) (الإنجليزية)
- سميح كايا على موقع قاعدة بيانات كرة القدم.إي يو (الإنجليزية)
- سميح كايا على موقع ناشيونال فوتبول تيمز (الإنجليزية)
- سميح كايا على موقع Soccerway.com (الإنجليزية)
- سميح كايا على موقع عالم كرة القدم.نت (الإنجليزية)
- سميح كايا على موقع AS.com (الإسبانية)